# Barn Bluff (Tasmanien)
Der Barn Bluff ist ein Berg im Westen des australischen Bundesstaates Tasmanien.
Er liegt im Nordteil des Cradle-Mountain-Lake-St.-Clair-Nationalparks südlich des Cradle Mountain und bildet die Grenze der Einzugsgebiete des Murchison River und des Mackintosh River.
Mit 1.559 Meter Höhe ist der vierthöchste Berg der Insel und damit 14 Meter höher als der deutlich bekanntere Cradle Mountain.
Häufig ist er schneebedeckt, manchmal auch im Sommer. Der einzeln stehende Berg ist von den meisten Stellen des Nationalparks zu sehen und ist daher einer seiner wichtigsten Sehenswürdigkeiten. Für Bergsteiger und Wanderer ist er ein beliebtes Ziel.